# ジョセフ・マース
ジョセフ・マース（英語: Joseph Maas、1847年1月30日 ダートフォード - 1886年1月16日 ロンドン）は、イギリスのテノール歌手。

## 略歴
1847年、ダートフォードで生まれる。ロチェスター聖堂の合唱団員を務めた後、1869年にミラノに向かい、歌唱を学んだ。ロンドンでは最初にオルガニストのJ・L・ホプキンスから、続いてルイーザ・パインから歌唱を学んだ。1871年2月、ロンドンのコンサートでシムズ・リーヴスの代役として歌い、最初の成功を収めた。最初の俳優としての出演は1872年8月のことであり、その後はアメリカ合衆国に移り、数年間そこで歌ったが、1878年にイングランドで演出した折にカール・ローザの誘いを受け、1878年にカール・ローザ・オペラ会社の首席テノールになった。1886年1月16日、ロンドンで痛風で死去した。
娘が1人いた。

## 評価
演技力より歌唱力を必要とする役を得意としており、歌唱力とスタイルが演技力の低さを補って余りあるという評価だった。